# Madeline-Ann Aksich
 (février 2025).
Si vous disposez d'ouvrages ou d'articles de référence ou si vous connaissez des sites web de qualité traitant du thème abordé ici, merci de compléter l'article en donnant les références utiles à sa vérifiabilité et en les liant à la section « Notes et références ».
Madeline-Ann Aksich, née le 28 juin 1956 à Montréal (de parents croates) et morte le 25 septembre 2005, est une travailleuse humanitaire québécoise.
Elle a décidé de fonder l'Institut international des enfants pour aider les enfants traumatisés par la guerre et le déplacement de populations dans l'ancienne Yougoslavie (Bosnie-Herzégovine, Croatie et Sierra Leone). 
Elle a aussi aidé plusieurs organismes montréalais tels que Le Don des Étoiles, l'Orchestre de chambre de Montréal, le YMCA et le Musée des beaux-arts de Montréal.
Elle a été diagnostiquée d'un cancer de l'utérus en 2001, contre lequel elle a combattu jusqu'à sa mort. 

## Honneurs
- 2002 - Membre de l'Ordre du Canada[2]